# Thomas Gustafsson
Thomas Gustafsson (1961) es hispanista, escritor, historiador, periodista y fotógrafo sueco con más de cinco mil artículos publicados y 15 libros editados, epecialista en historia, cultura y política de España, Cuba y Iberoamérica.
Thomas Gustafsson es de Kalmar, una ciudad pequeña del sur de Suecia. Ya de niño acompañó a sus padres en viajes por España. A los 18 años llegó a España solo desde Kalmar haciendo autostop y de esa experiencia surgieron sus primeros reportajes. Estudió ciencias políticas, literatura, historia y periodismo en la Universidad de Estocolmo, y español e historia en Madrid y México. En 1985 entró en el diario local de Kalmar como reportero y fotógrafo y dos años después se trasladó a la capital sueca para trabajar como periodista. 
Thomas Gustafsson ha vivido más de 15 años en Madrid, trabajando como corresponsal y escritor. También ha vivido muchos años en varios países iberoamericanos. En 1998 tenía una entrevista personal con Fidel Castro. 
Ahora tiene su casa en Suecia. Trabajando como periodista, escritor y hispanista en Suecia y España. Casado, dos hijos.

## Obras
- Colombia (1986): geografía, historia, sociedad.
- Ecuador (1986): geografía, historia, sociedad.
- Venezuela (1986): geografía, historia, sociedad.
- Madrid (1995): viajes, reportaje.
- Kuba: Konflikt och salsa i Karibien (1997): reportaje.
- Cuba: Socialismo con salsa (1997): reportaje.
- Mexiko (1998): guía.
- Dominikanska republiken (1998): guía.
- Kuba (1998): guía.
- Karibien (1998): guía.
- Spanien: sol och skugga (2001): reportaje.
- Madrid: Staden som aldrig sover (2004): reportaje.
- Barcelona: Kataloniens huvudstad (2005): reportaje.
- Kuba (2006 & 2011): historia, política, cultura.
- Bayate: La colonia sueca en Cuba (2007): historia.
- Spaniens historia (2009 & 2010): historia.
- Spanien: En stat, flera nationer (2012): política, sociedad.
- ¡Fiesta! Spaniens folkfester och traditioner (2014): sociedad.
- Den blödande tjuren: Krisens Spanien 40 år efter Franco (2015): sociedad.
- Kuba: En färd genom historien (2017): historia, política, sociedad.
- Bayate: Den svenska kolonin i Kuba (2018): historia.
- Spanien: En färd genom historien (2020): historia.
- Spaniens sju kök (2024): gastronomia, cultura.
- Everyday Life in the Tropics: Contemporary Archaeology and the Swedish Immigrant Colony in Bayate, Cuba. Journal of Contemporary Archaeology (con Håkan Karlsson) (2024): historia.
- Los suecos en Bayate, Cuba: un proyecto de arqueología contemporánea en desarrollo. Cuba Arqueológica (con Håkan Karlsson) (2024): historia.